# Daria Kaleniouk
Daria Kaleniuk est une activiste ukrainienne et directrice générale du Centre d'action anti-corruption, situé à Kiev,,,.

## Biographie

### Formation
Daria Kaleniouk étudie le droit à la faculté de droit de l'université nationale Iaroslav le Sage et est titulaire d'une maîtrise en droit des services financiers du Chicago-Kent College of Law grâce à une bourse du programme Fulbright ,. Elle est membre des Young Global Leaders.

### Activisme
Lors de l'invasion russe de l'Ukraine en 2022, Daria Kaleniuk est remarquée par les médias internationaux au cours d'une conférence de presse à Varsovie où elle demande au Premier ministre britannique Boris Johnson pourquoi certains oligarques russes habitant à Londres n'ont pas été visés par des sanctions et pourquoi il ne soutient pas la création d'une zone d'exclusion aérienne au-dessus de l'Ukraine,.